# الین پیگلز
الین پیگلز که قبل از ازدواج نام هیزی (Hiesey) داشت (متولد ۱۳ فوریه ۱۹۴۳) یکی از نویسندگان در زمینه تاریخ ادیان در آمریکا است که به خطر نوشتن کتاب انجیل‌های گنوسی مشهورشد. او از سوی مؤسسه هارینگتون اسپیر پاین استاد ادیان دانشگاه پرینستون است.
پیگلز تحقیقات گسترده‌ای در مورد نامه‌های پولس رسول و شباهت بین عرفان و بودیسم انجام داده است. پرفروش‌ترین کتاب وی انجیل‌های گنوسی (۱۹۷۹) است که موضوع آن بررسی اختلافات موجود در کلیسا در دوران صدر مسیحیت و نیز نگاه یهودیت و مسیحیت به زنان در طول تاریخ است. مجموعه کتابخانه مدرن نام این کتاب را در میان ۱۰۰ کتاب برتر قرن بیستم قرار داده است.

## زندگی و تحصیلات
پیگلز در کالیفرنیا به دنیا آمد و پدر وی یک محقق زیست‌شناس بود. وی در نوجوانی به یک کلیسای پروتستان می‌رفت و مجذوب ایمان و قدرت عاطفی این گروه شده بود؛ اما پس از این که دوست یهودی اش در اثر یک تصادف رانندگی ازدنیا رفت از اعضای کلیسا شنید که او چون مسیحی نبوده است رستگار نمی‌شود و به جهنم می‌رود. وی خود می‌گوید «از قضاوت شان مضطرب شدم و مجالی برای گفتگو و اعلام مخالفت پیدا نکردم، به همین دلیل حس کردم آن کلیسا دیگر جای من نیست و از آن بیرون آمدم.» در عین حال پیگلز همیشه مجذوب قدرت مسیحیت بود چون می‌دید در دل‌ها عشق ایجاد می‌کند و در عین حال چنین اسیر تشتت است که فرقه گرایی در میان اعضای این دین بر باور دریافت حقیقت الاهی سایه انداخته است.
وی در سال ۱۹۶۴ مدرک کارشناسی و در سال ۱۹۶۵ کارشناسی ارشد خود را از دانشگاه استنفورد دریافت کرد و پس از مدتی تمرین رقص در استودیوی مارتا گراهام، در دانشگاه هاروارد تحت نظر هلموت کوئستر به مطالعه تاریخ ادیان پرداخت و یکی از اعضای تیم بررسی نسخه‌های خطی نجع حمادی شد. الین پیگلز در سال 1969 با فیزیکدان نظری ، هاینتز پاگلز  ازدواج کرد. و از او دو فرزند به دنیا آورد. وی پس از اتمام دکترای خود در سال ۱۹۷۰ به عضویت هیئت علمی کالج بارنارد درآمد، و از سال ۱۹۷۴ مدیریت گروه ادیان را برعهده داشت تا این که در سال ۱۹۸۲ به پرینستون نقل مکان کرد.

## کار علمی

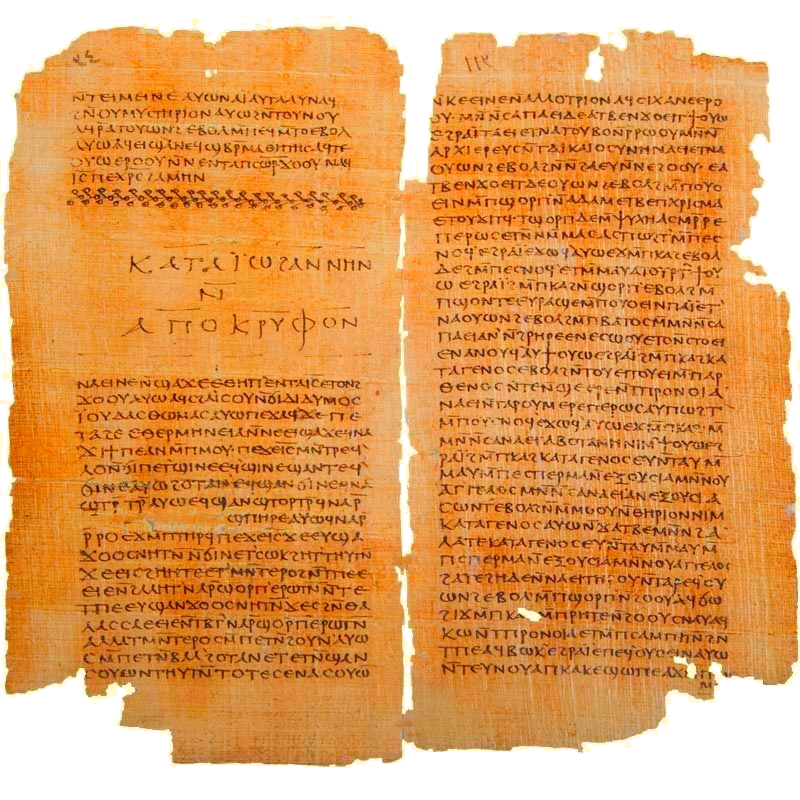
مرتبط

مطالعات پیگلز بر نسخه‌های خطی نجع حمادی باعث نوشتن کتاب انجیل‌های گنوسی (۱۹۷۹) شد که محبوبیت بسیاری کسب کرد و اطلاعات جامعی در مورد این نسخه‌های خطی به خوانندگان می‌داد. این کتاب یکی ازکتاب‌های بسیار پرفروش بود که جایزه ملی کتاب و نیز جایزه محفل ملی نقد کتاب را از آن خود کرد. مجموعه کتابخانه مدرن نام این کتاب را در میان ۱۰۰ کتاب برتر قرن بیستم قرار داد. پیگلز در این کتاب معتقد به آرای والتر بائر است که در سال ۱۹۳۴ در کتابی می‌گوید کلیسای مسیحی در جامعه‌ای تأسیس شد که دیدگاه‌های متناقض در آن وجود داشت. گنوسیه به عنوان یک جنبش منسجم نبود و اختلاف نظر بسیاری میان جناح‌های مختلف آن وجود داشت. پیگلز آن دوران را متفاوت از دوران ما قلمداد می‌کند و معتقد است گنوسیه "به این دلیل زنان را جذب می‌کرد که [برخلاف جو حاکم بر فضاهای دینی آن دوران] به زنان اجازه مشارکت در مناسک دینی را می‌داد".
پیگلز در ماه مارس سال ۱۹۸۷ پسر خود مارک را پس از پنج سال بیماری از دست می‌دهد و در ماه ژوئیه سال بعد شوهرش هاینز نیز در حادثه کوه نوردی کشته می‌شود. بروز این فجایع آگاهی معنوی این نویسنده را رشد داد و او پس از آن دست به تحقیقاتی زد که کتاب منشأ شیطان نتیجه آن است. او در این کتاب استدلال می‌کند که یهودیان و مسیحیان با استفاده از انگاره شیطان می‌کوشیدند مخالفان مذهبی و فرهنگی خود یعنی مشرکان، مسیحیانِ فرقه‌های دیگر و یهودیان را شر جلوه بدهند. یکی از کتاب‌های پرفروش وی به نام فراتر از باور: راز انجیل توماس (۲۰۰۳) که در نیویورک تایمز معرفی شده‌است در مورد ادعاهای تاریخی گنوسیان است که معتقد بودند حقیقت را در مورد مسیحیت و خدا در اختیار دارند. به در اختیار داشتن حقیقت. پیگلز در این کتاب انجیل توماس را با انجیل یوحنا مقایسه می‌کند و نتیجه می‌گیرد مطالعه نزدیک این آثار نشان می‌دهد انجیل توماس به پیروان خود چنین می‌آموزد که "در هر فردی نوری وجود دارد که جهان راروشن می‌کند. اگر این روشنی نبود تاریکی همه جا را فرامی گرفت" ولی انجیل یوحنا معتقد است " نور جهان " همان خدا است که در قالب عیسی مسیح جلوه کرده‌است. تفسیر پیگلز این‌گونه است که انجیل توماس مثل بسیاری از کتب ممنوعه دیگر چنین می‌گوید که عیسی خدا نیست، بلکه، معلمی است از جنس بشر که می‌خواست نور الهی را در همه انسان‌ها کشف نماید. این دیدگاه با اندیشه‌هایی که در چهار انجیل عهد جدید می‌بینیم در تضاد است. پیگلز می‌گوید انجیل یوحنا نقطه مقابل آرایی است که در در انجیل توماس می‌خوانیم؛ و انجیل توماس البته یکی از انجیل‌های معتبر نیست. او در نتیجه‌گیری نهایی خود بر این فرض تکیه می‌کند که در انجیل یوحنا، توماس رسول به عنوان یک نوآموز سست ایمان معرفی شده‌است که به آنچه نمی‌بیند ایمان نمی‌آورد و این که تأکید اصلی در انجیل یوحنا بر خدابودن عیسی مسیح است و این یکی از اعتقادات اصلی ارتدکس‌های صدر مسیحیت است. این کتاب در واقع نشانگر تکاپوی بی‌وقفه پیگلز در پی معنا در دورانی است که با حرمان و افسوس دست به گریبان است. پیگلز در سال ۲۰۱۲، به جهت کسب دستاورد برجسته در زمینه علوم انسانی جایزه برمن تی هاوارد را از دانشگاه پرینستون دریافت کرد و یکی از دیگر نامزدان دریافت این جایزه در مورد وی نوشته است: "نقطه قوت او این است که به خواننده نشان می‌دهد که موضوع اصلی متون کهن همین مسایل وجودی است که انسان امروز با آن مواجه است هستند و تنها فرقی که دارد این استکه به زبان‌های اساطیری و کلامی متفاوت از زبان ما بیان شده‌است."

## بودیسم و گنوسیه
نویسندة این کتاب با بررسی متون نجع حمادی گمانه‌زنی‌هایی در مورد موضع‌گیری سیاسی و آرای فقهی گنوسیان دارد؛ او پس از طرح این آرا، مثل هانس یوناس و ادوارد کنتزه، بر این باور است که این آیین ریشه‌های شرقی دارد و «مسیح زنده»ای که در این متون می‌بینیم بی‌شباهت به «بودای زنده» نیست.
پیگلز یکی از کسانی است که معتقد است در سده‌های سوم و چهارم میلادی بین بودیسم و آن دسته از فرقه‌های مسیحی که شیوخ کلیسا آن‌ها را گنوسی می‌نامیدند ارتباط وجود دارد. دیدگاه‌های وی در سال ۱۹۷۹ منتشر شد و در آن متن از محققاندیگر در قالب یک پیشنهاد درخواست کرده بود نسخه‌های خطی نجع حمادی و منابع بودایی را با هم تطبیق بدهند. انجمن شرقی بودیسم (۱۹۸۱) به این نظر پاسخ داد ولی گفتگوی فی‌مابین در سه دهه‌ای که از این جریان می‌گذرد ادامه پیدا نکرد.

## انجیل‌های گنوسی
نویسندة این کتاب با بررسی متون نجع حمادی گمانه‌زنی‌هایی در مورد موضع‌گیری سیاسی و آرای فقهی گنوسیان دارد؛ او پس از طرح این آرا، مثل هانس یوناس و ادوارد کنتزه، بر این باور است که این آیین ریشه‌های شرقی دارد و «مسیح زنده»ای که در این متون می‌بینیم بی‌شباهت به «بودای زنده» نیست.
یکی از مهم‌ترین آثاری که باستان‌شناسان تا کنون کشف کرده‌اند و برای تاریخ ادیان و مشخصاً آیین گنوسی اهمیت بسیاری داشته است، مجموعه پاپیروس‌های نجع حمادی است که نیم قرن پیش در مصر علیا کشف شد.
انجیل‌های گنوسی یکی از مهم‌ترین کتاب‌ها در شرح این ماجراست. نویسندة این کتاب با بررسی متون نجع حمادی گمانه‌زنی‌هایی در مورد موضع‌گیری سیاسی و آرای فقهی گنوسیان دارد؛ او پس از طرح این آرا، مثل هانس یوناس و ادوارد کنتزه، بر این باور است که این آیین ریشه‌های شرقی دارد و «مسیح زنده»ای که در این متون می‌بینیم بی‌شباهت به «بودای زنده» نیست.
پیگلز و برخی دیگر از دانشمندان نظیر ادوارد کونز معتقد هستند گنوسیه آموزه‌های عیسای مسیح را با آموزه‌های سنن شرقی در هم می‌آمیزد.
کونز معتقد است پیروان سنت‌های هندو و بودایی به این دلیل که با مسیحیان توماسی در تماس بوده‌اند طبعاً بر گنوسیان اثر گذاشته‌اند.
پیگلز معتقد است شباهت‌های بین گنوسیه و بودیسم باعث شده‌است عده ایتصور کنند این دو دین در اصل یکی هستند چون «... اگر اختلاف نام‌ها را در نظر نگیریم بودای زنده دقیقاً همان چیزهایی را می‌گوید که عیسای زنده می‌گوید» و در عین حال می‌گوید این شباهت‌ها دلیل قطعی بر اشتراک تاریخی دو دین نیست. ممکن است این شباهت‌ها اتفاقی باشد چون در مواردی در فرهنگ‌های مختلف اتفاق‌های مشابهی رخ داده است و تأثیر و تأثر مستقیمی در کار نبوده است.
او چنین می‌نویسد که «فقط کافی است به محتوای انجیل توماس توجه کنید تا ببینید چقدر کلام وی به سنت بودا نزدیک است … این متون دینی هر دو فرد نوآموز را به مسیری بیرون از ایمان، به سوی سلوکی فردی ارجاع می‌دهد که از جنس فهم و [بنا بر اصطلاح] عرفان (گنوس) است». او معتقد است تأثیراتی را که از بودیسم در انجیل توماس می‌بینیم شاید بتوان به مسیحیان جنوب هند به نام مسیحیان توماسی منتسب نمود.
بر اساس اعلام روابط عمومی انتشارات علمی و فرهنگی، برنامه رونمایی از کتاب انجیل‌های گنوسی نوشته الین پیگلز و ترجمه ماشاالله کوچکی میبدی در روز دوشنبه، ۱۱ بهمن‌ماه برگزار شد. ماشالله کوچکی نگارش انجیل‌های گنوسی را به سال‌ها پیش با هدف کشف ارتباط بین دین و سیاست در صور گنوسی مسیحیت عنوان کرد و افزود: در تالیف این کتاب عمدتاً از ترجمه‌های عرضه شده در کتابخانه نجع حمادی، ویراسته جیمز رابینسون استفاده شده است.متون مذکور از جنبه‌های متنوعی در مطالعات دین‌شناسی و حتی اسلام‌شناسی اهمیت دارد.نویسنده پژوهش، قصد دارد نشان دهد این آیین چقدر می‌تواند با اشاره به تقابل راست‌کیشی مسیحیت ارتدوکس با مسیحیت گنوسی در شناخت پیدایش مسیحیت به ما کمک کند.با تحقیق در متون نجع حمادی و نیزمنابعی که بالغ بر هزار سال جزو سنت مسیحیت ارتدوکس شناخته شده است، می‌توانیم ببینیم سیاست و دین بر پیشرفت مسیحیت انطباق دارد.

## یادداشت
1. ↑  This was the award for hardcover Religion and Inspiration.